# .bv
.bv — национальный домен верхнего уровня для острова Буве. Поскольку остров Буве необитаем и является частью Норвегии, доменное имя не используется в пользу общенорвежского .no. Тем не менее .bv всё ещё числится в списке корневых доменов.